# Н’Гессан, Тимоте
Тимоте Н’Гессан (фр. Timothey N'Guessan; род. 18 сентября 1992 года, Масси) — французский гандболист, выступает за испанский клуб «Барселона» и сборную Франции. Чемпион Олимпийских игр 2020 года.

## Карьера

### Клубная
Н’Гессан начинал играть в гандбол во Франции в клубе «Шамбери». В 2016 году переехал в Испанию и стал игроком клуба «Барселона».

### В сборной
Н’Гессан выступает за сборную Франции с 2021 года. В составе сборной стал чемпионом Олимпийских игр 2020 года.